# Освальдо Баньйолі
Освальдо Баньйолі (італ. Osvaldo Bagnoli, нар. 3 липня 1935, Мілан) — італійський футболіст, що грав на позиції півзахисника. По завершенні ігрової кар'єри — тренер.
Ставши чемпіоном Італії як гравець з «Міланом», згодом вже як тренер він у 1985 році він привів «Верону», з якою він працював рекордні для клубу дев'ять років, до єдиного в історії веронців чемпіонства. Пізніше він також тренував з іншими клубами вищого дивізіону «Дженоа» та «Інтернаціонале».

## Ігрова кар'єра

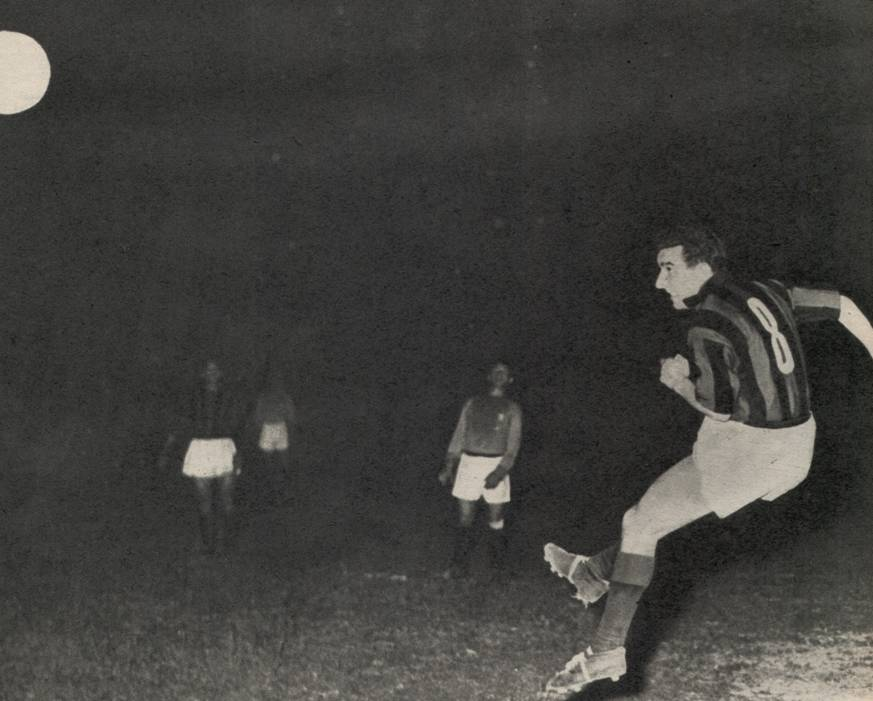
Освальдо Баньйолі під час виступів за «Мілан».

Народився 3 липня 1935 року в Бовізі, районі на північній околиці Мілану. Вихованець аматорської команди «Аусонія 1931» з рідного міста, з якої потрапив до складу «Мілана». З «россонері» він дебютував у Серії А, зігравши останні 8 ігор чемпіонату 1955/56 років і став віце-чемпіоном Італії. Наступний сезон Баньйолі також розпочав як основний правий фланговий півзахисник, граючи перші 5 ігор чемпіонату, але потім поступився місцем в основі аргентинському новачку Ернесто Кукк'яроні. З «Міланом» він виграв того року чемпіонат Італії та Латинський кубок.
В кінці сезону Освальдо був проданий новачку вищого дивізіону клубу «Верона», з яким він у першому ж сезоні вилетів з Серії А, програвши плей-оф з «Барі». Тим не менш Баньйолі залишився у «Вероні» на наступні два сезони у Серії Б, в яких забив 24 голи, а в 1960 році повернувся на сезон у Серію А, ставши гравцем «Удінезе». Втім у складі фріульців закріпитись не зумів, зігравши у сезоні 1960/61 років лише 11 ігор чемпіонату.
В результаті півзахисник повернувся до Серії Б, де три роки у статусі основного гравця грав за «Катандзаро», а потім перейшов в інший клуб цього дивізіону СПАЛ. З цією командою Освальдо вийшов до Серії А у 1965 році і провів там два наступні сезони, які і стали останніми для гравця у вищому дивізіоні країни.
У 1967 році, у віці 32 років, він повернувся в «Удінезе», що вилетіла у Серію С, а завершив ігрову кар'єру у іншій команді третього дивізіону «Вербанія», за яку виступав протягом 1968—1973 років, а у сезоні 1969/70 був граючим тренером. Всього за кар'єру Баньйолі провів 110 ігор в Серії А і 209 в Серії Б.

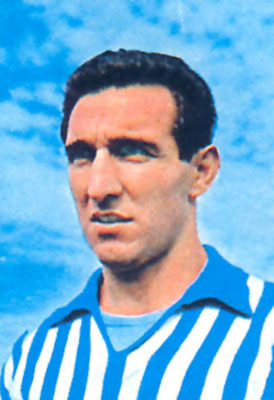
Освальдо Баньйолі під час виступів за СПАЛ.

## Кар'єра тренера

### Початок роботи
Після закінчення ігрової кар'єри Освальдо Баньйолі став тренером і 1973 року очолив клуб третього дивізіону «Сольб'ятезе», з яким посів 12 місце в Серії С 1973/74, після чого покинув команду.
1974 року увійшов до тренерського штабу клубу «Комо» і паралельно тренував юнацьку команду, поки в січні 1976 року не був призначений головним тренером першої команди, яка боролась за виживання. Під керівництвом Баньйолі команде не змогла врятуватись від вильоту, посівши передостаннє 15-те місце Серії А 1975/76, тим не менш тренер залишився на чолі команди ще на сезон і покинув клуб з Комо лише після того як не зумів повернути команду до еліти, посівши лише 6 місце.
1975 року став головним тренером команди «Ріміні», яку врятував від вильоту з Серії В 1977/78, опинившись лише на одне очко попереду «Кремонезе», якому довелося опуститись до Серії С1.
У 1978 році Баньйолі погодився спуститися до Серії С2 і очолив невеличкий клуб «Фано», з яким підвищився у класі, після чого повернувся до Серії Б, очоливши «Чезену», з якою пропрацював два роки і у останньому сезоні посів друге місце і вийшов в Серію А. Незважаючи на успіх із «Чезеною», Баньйолі не залишився з клубом у елітному дивізіоні.

### «Верона»
1981 року прийняв пропозицію попрацювати у клубі «Верона» з Серії Б, де президент Челестіно Гвідотті гарантував серйозний план по посиленню і розвитку команди. Освальдо у першому ж сезоні вивів команду до Серії А, вигравши другий дивізіон, а в наступному сезоні він посів з клубом четверте місце в еліті і вийшов у фінал Кубка Італії. Баньйолі керував командою, в якій було представлено кілька перспективних гравців (Роберто Тричелла, Лучано Марангон, Джузеппе Гальдеризі, П'єтро Фанна, Антоніо Ді Дженнаро), які за допомогою Освальдо змогли реалізувати свій потенціал і потрапили до національної збірної Італії. Також до команди прийшов бразильський збірник Дірсеу, для якого тренер змінив тактичну структуру, перейшовши на схему в одного нападника.

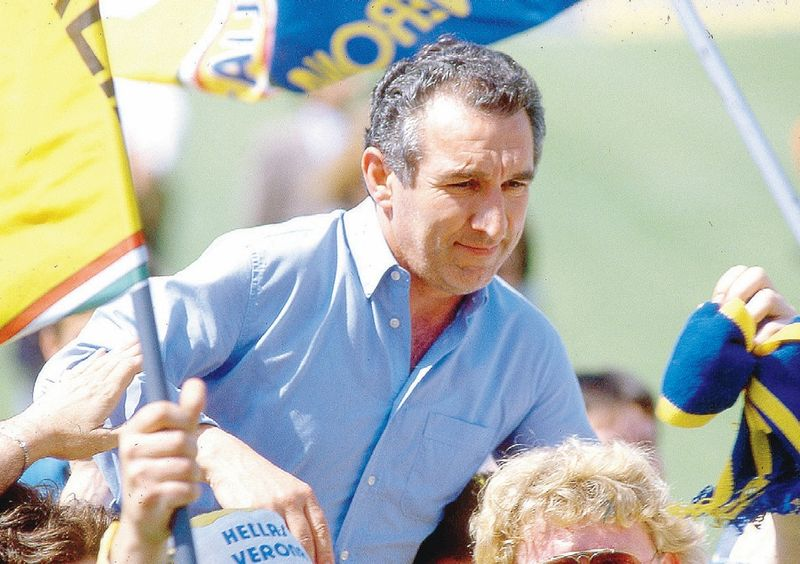
Освальдо Баньйолі з уболівальниками «Верони» після здобуття Скудетто 1985 року.

У наступному сезоні 1983/84 «Верона», в якій бразильця в атаці замінив колишній нападник «Манчестер Юнайтед» і «Мілана» шотландський збірник Джо Джордан, посіла 6 місце в чемпіонаті і знову дісталась фіналу Кубка Італії, але і цього разу програла вирішальний двобій.
У сезоні 1984/85 років команда знову серйозно посилилась, в ній з'явився чемпіон Європи та віце-чемпіон світу німець Ганс-Петер Брігель та зірковий данський нападник Пребен Елк'яер-Ларсен. Завдяки цьому команда швидко піднялася на перше місце в турнірній таблиці вже з перших турів і виграла свій перший і єдиний чемпіонат Італії в історії, а Баньйолі був названий тренером року в Італії.
В наступні роки результати команди різко погіршились і серйозних здобутків у клубу не було. Баньйолі покинув клуб після того, як він вилетів в Серію Б наприкінці сезону 1989/90. Загалом з «джаллоблу» Баньйолі виграв скудетто, двічі став фіналістом Кубка Італії, двічі посідав четверті місця у Серії А, ставав чвертьфіналістом Кубка УЄФА 1987/88, а також єдиний раз в історії клубу вивів його до Кубка європейських чемпіонів. За дев'ять років, проведених у «Вероні», він також встановив рекорд клубу за кількістю матчів, проведених на чолі команди.

### «Дженоа» та «Інтернаціонале»
У 1990 році Баньйолі очолив «Дженоа», з яким посів четверте місце у першому ж сезоні 1990/91 років, що стало найкращим результатом «грифонів» після Другої світової війни та кваліфікувався до Кубка УЄФА 1991/92. Там генуезці пройшли серед інших і грізний «Ліверпуль» (2–0, 2–1), програвши лише у півфіналі майбутньому тріумфатору турніру «Аяксу» (2–3, 1–1). У чемпіонаті, однак, команда виступила невдало, посівши лише 14 місце.
Останнім місцем тренерської роботи Баньйолі був клуб «Інтернаціонале», головним тренером команди якого Освальдо був з 1992 по 1994 рік. У першому сезоні «Інтер» посів друге місце після «Мілана» завдяки результативним форвардам Рубену Сосі та Сальваторе Скіллачі. У наступному сезоні 1993/94 років команда підписала голландців з «Аяксу» Віма Йонка та Денніса Бергкампа, які в наступні місяці вступили у конфлікт з тренером. Команда не показувала минулорічних результатів, тому Баньолі був звільнений у лютому після поразки вдома проти «Лаціо». Його наступник Джамп'єро Марині зміг врятувати «Інтер» від вильоту і привести його до перемоги в Кубку УЄФА 1991/92. Баньолі ж вирішив завершити тренерську кар'єру у віці 59 років, відмовляючись від кількох пропозицій у наступні роки.

### Подальше життя
У 2017 році він був включений до Зали слави італійського футболу, а 20 січня 2018 року Баньйолі був призначений почесним президентом «Верони».

## Титули і досягнення

### Як гравця
- Чемпіон Італії (1):

«Мілан»: 1956/57
- Володар Латинського кубка (1):

«Мілан»: 1956

### Як тренера
- Чемпіон Італії (1):

«Верона»: 1984/85

### Особисті
- Футбольний тренер року в Італії: 1984[19]
- Зала слави італійського футболу: 2017[20]